# Nevraphes elongatulus
Nevraphes elongatulus är en skalbaggsart som först beskrevs av Müller och Kunze 1822.  Nevraphes elongatulus ingår i släktet Nevraphes, och familjen glattbaggar. Arten är reproducerande i Sverige.